# La Grande Crevasse
La Grande Crevasse est le sixième ouvrage de Roger Frison-Roche publié en France en 1948 par Arthaud. Il est le deuxième épisode d'une trilogie qui commence avec Premier de cordée et s'achève avec Retour à la montagne.

## L'histoire
L'histoire se situe dans le même contexte que Premier de cordée mais n'est pas centrée sur les mêmes personnages. Elle raconte l'histoire d'amour de Zian, guide de haute montagne, et Brigitte, une bourgeoise parisienne. Leur amour est contrarié par la différence culturelle entre les deux personnages ainsi que par l'accueil froid qui est réservé à Brigitte, l'étrangère dans ce milieu montagnard. À la fin, Brigitte comprend qu'elle est réellement amoureuse de Zian qui meurt après une chute dans une crevasse, lors d'une sortie de chasse en montagne.

## Éléments autobiographiques
- L'école d'escalade des Gaillands a été fondée par Alfred Couttet[2] avec l'aide de Roger Frison-Roche.
- Roger Frison-Roche a été étranger dans la vallée de Chamonix[3]. En 1930, il est le premier guide de la Compagnie des guides de Chamonix à ne pas être chamoniard, il est originaire du Beaufortain.
- Joseph Ravanel est un guide de haute montagne, surnommé « le rouge » en raison de sa chevelure rousse, rebaptisé Joseph Ravanat, dans ce roman. Le 1er septembre 1925, Joseph Ravanel a choisi Frison-Roche comme porteur pour l'ascension du mont Blanc.